# Öyrət
Öyrət è un comune dell'Azerbaigian situato nel distretto di Şəki. Conta una popolazione di 302 abitanti.